# 大梁子兵营
大梁子兵营遗址位于中华人民共和国四川省宜宾市筠连县筠连镇燎原村五组，建于清同治五年（1866年），是以土、砖、石筑成椭圆形城堡，坐东北向西南，东西径267.5米，南北径473.21米，占地面积58449.9平方米。分东、南、西、北四门，门墙上建有垣围、垛口。内有督军、将军指挥作战及家属居住的督军府，南北两队兵营营房，水井及训练场，围墙下有可双马并跑的跑马道。整个兵营占地面积大，气象恢弘、庄严，是当年清军湖南提督胡中和率领清兵在此抗击云南苗族叛军、保卫筠连的驻军遗址。现东、西大门残损尚存有原痕，南北门已无存，垣垛上留有多处枪垛可见，兵营营房、城堡已毁，督军府还有垮塌残痕。该遗址对研究筠连地方历史、清代军事设施，尤其研究清军名将胡中和等提供了实证，具有较高的军事、历史研究价值。2017年11月13日公布为第五批宜宾市文物保护单位。